# John Russell (attore)
John Russell, nato John Lawrence Russell (Los Angeles, 3 gennaio 1921 – Los Angeles, 19 gennaio 1991), è stato un attore e militare statunitense dell'United States Marine Corps.

## Biografia
Nato a Los Angeles, John Russell frequentò la University of California e si distinse nelle attività sportive per le sue doti atletiche. Allo scoppio della seconda guerra mondiale si arruolò nel corpo dei Marines e il 16 novembre 1942 venne assegnato al sesto reggimento della Marina degli Stati Uniti. La sua divisione fu inviata a Guadalcanal, dove egli partecipò alla famosa battaglia contro le forze giapponesi e venne decorato al valore per eroico comportamento, fino a quando contrasse la malaria e dovette essere rimpatriato per la convalescenza.
Il debutto cinematografico di Russell risale in realtà a prima della guerra, quando ottenne il breve ruolo di Otis Hopper nella commedia Mister Smith va a Washington (1939) di Frank Capra. Ma fu al termine del conflitto che il giovane attore riprese a pieno ritmo la carriera sul grande schermo, prima sotto contratto con la Twentieth Century Fox per ruoli di supporto, quindi con la Republic Pictures, casa produttrice per la quale interpretò prevalentemente pellicole di genere western. Tra le sue interpretazioni nella seconda metà degli anni quaranta, sono da ricordare quella non accreditata di un poliziotto nel noir Il grattacielo tragico (1946), di Bill Philby nella commedia Governante rubacuori (1948), di Lungone (Lengthy) nel western Cielo giallo (1948), e del tenente Hobbie Hobson in Furia dei tropici (1949).
Durante gli anni cinquanta Russell conobbe la fase più intensa della propria carriera cinematografica, che proseguì con altri ruoli di supporto in western quali Vagabondo a cavallo (1950) e Yvonne la francesina (1950), fino al ruolo di protagonista in La sceriffa dell'Oklahoma (1952), al fianco di Judy Canova. Partecipò inoltre a pellicole d'avventura come L'avventuriero delle Ande (1951), Il ribelle di Giava (1953), accanto a Vera Ralston, star femminile della Republic, e L'avamposto dell'inferno (1954), sempre sfruttando la propria prestanza fisica, l'aria tenebrosa e l'alta statura (1.93 m.)
Nel 1955 l'attore debuttò anche sul piccolo schermo e fu protagonista con Chick Chandler della serie Soldiers of Fortune, avventure di una coppia di soldati nell'ambiente inospitale della giungla. La serie andò in onda per due stagioni e per un totale di 52 episodi, conquistando larga popolarità fra il pubblico dei ragazzi, ma venne cancellata nel 1957. Russell apparve in altre serie di successo come Cheyenne (1958) e Northwest Passage (1959). Ma fu la serie western Lawman a regalargli la maggiore notorietà, grazie al ruolo di Dan Troop, l'abile sceriffo della cittadina di Laramie (Wyoming), un ufficiale di frontiera che Russell interpretò in ben 156 episodi dal 1958 al 1962. Il personaggio divenne così popolare che apparve anche in un episodio della serie Maverick, Hadley's Hunters, trasmesso nel 1960.
Nello stesso periodo Russell ebbe un ruolo rilevante di villain nel western Un dollaro d'onore (1959), diretto da Howard Hawks e interpretato da John Wayne, Dean Martin e Angie Dickinson. Interpretò infatti la parte del perfido latifondista Nathan Burdette, il ricco proprietario di un ranch che con la sua banda esercita un potente predominio sulla località di Rio Bravo, una cittadina texana di frontiera, e che si scontra ripetutamente con gli sceriffi del luogo (Wayne e Martin) e i loro fedeli aiutanti (Walter Brennan e Ricky Nelson), i quali hanno fatto imprigionare suo fratello Joe (Claude Akins).
Nella seconda metà degli anni sessanta Russell rallentò l'attività ed apparve sporadicamente sullo schermo in alcuni western come La vendetta degli Apache (1965), I disertori di Fort Utah (1967) e 4 per Cordoba (1970), e in All'inferno quel bastardo di Johnny Scorpio (1969), un film sui teddy boys americani degli anni sessanta. Per la televisione interpretò il personaggio dell'agente SIA William Dover in cinque episodi della serie Operazione ladro (1969), e partecipò ad un'altra serie di successo, Due onesti fuorilegge (1971-1972), vestendo i panni di sceriffo e di uomo di legge in quattro differenti episodi.
Negli anni settanta Russell frequentò anche un altro genere televisivo di successo, quello poliziesco nelle serie Uno sceriffo a New York (1974) e Sulle strade della California (1974). Tornò al cinema con il ruolo di Bloody Bill Anderson nel western Il texano dagli occhi di ghiaccio (1976), diretto e interpretato da Clint Eastwood, il quale tornerà ad avvalersi del talento di Russell in altri due suoi successi degli anni ottanta, Honkytonk Man (1982) e Il cavaliere pallido (1985).
L'ultima interpretazione televisiva di rilievo di Russell fu quella del "Commander" Stone, l'alieno dalla pelle blu proveniente da Alpha Centauri nella seconda stagione della serie fantasy Jason of Star Command (1979), ruolo che egli rilevò da James Doohan, impegnato sul set del film Star Trek. Apparve ancora in singoli episodi delle serie Simon & Simon (1982) e Professione pericolo (1984), prima di dare l'addio definitivo alle scene con il ruolo di Simon Stone nel film Senza un colpo in canna (1988).

## Vita privata
Nel 1943 Russell sposò Renata Titus, dalla quale ebbe tre figli e da cui divorziò nel 1965. Nel 1970 si risposò con Linda Warner Pearse, dalla quale divorziò l'anno successivo.
L'attore morì a causa di un enfisema il 19 gennaio 1991, all'età di settant'anni. È sepolto al Los Angeles National Cemetery, dove riposano numerosi veterani della seconda guerra mondiale e di altri conflitti americani.

## Filmografia

### Cinema
- Mr. Smith va a Washington (Mr. Smith Goes to Washington), regia di Frank Capra (1939)
- Scandalo a corte (A Royal Scandal), regia di Otto Preminger (1945)
- Don Juan Quilligan, regia di Frank Tuttle (1945)
- Una campana per Adano (A Bell for Adano), regia di Henry King (1945)
- Gli ammutinati di Sing Sing (Within These Walls), regia di H. Bruce Humberstone (1945)
- Il grattacielo tragico (The Dark Corner), regia di Henry Hathaway (1946)
- Il bandito senza nome (Somewhere in the Night), regia di Joseph L. Mankiewicz (1946)
- Tre ragazze in blu (Three Little Girls in Blue), regia di H. Bruce Humberstone (1946)
- Ambra (Forever Amber), regia di Otto Preminger (1947)
- Governante rubacuori (Sitting Pretty), regia di Walter Lang (1948)
- Cielo giallo (Yellow Sky), regia di William A. Wellman (1948)
- Furia dei tropici (Slattery's Hurricane), regia di André De Toth (1949)
- La bella preda (The Gal Who Took the West), regia di Frederick de Cordova (1949)
- La prigioniera n. 27 (The Story of Molly X), regia di Crane Wilbur (1949)
- Chicago, bolgia infernale (Undertow), regia di William Castle (1949)
- Vagabondo a cavallo (Saddle Tramp), regia di Hugo Fregonese (1950)
- Yvonne la francesina (Frenchie), regia di Louis King (1950)
- Storia di un detective (The Fat Man), regia di William Castle (1951)
- La legge del mare (Fighting Coast Guard), regia di Joseph Kane (1951)
- L'avventuriero delle Ande (The Barefoot Mailman), regia di Earl McEvoy (1951)
- Il cavaliere del deserto (Man in the Saddle), regia di André De Toth (1951)
- La sceriffa dell'Oklahoma (Oklahoma Annie), regia di R.G. Springsteen (1952)
- L'impero dei gangster (Hoodlum Empire), regia di Joseph Kane (1952)
- Il ribelle di Giava (Fair Wind to Java), regia di Joseph Kane (1953)
- Il sole splende alto (The Sun Shines Bright), regia di John Ford (1953)
- La grande carovana (Jubilee Trail), regia di Joseph Kane (1954)
- L'avamposto dell’inferno (Hell's Outpost), regia di Joseph Kane (1954)
- Alamo (The Last Command), regia di Frank Lloyd (1955)
- Ragazze senza nome (Untamed Youth), regia di Howard W. Koch (1957)
- Squadra narcotici (Hell Bound), regia di William J. Hole Jr. (1957)
- I fuorilegge del Colorado (The Dalton Girls), regia di Reginald Le Borg (1957)
- Il forte del massacro (Fort Massacre), regia di Joseph M. Newman (1958)
- Un dollaro d'onore (Rio Bravo), regia di Howard Hawks (1959)
- La guida indiana (Yellowstone Kelly), regia di Gordon Douglas (1959)
- La vendetta degli Apache (Apache Uprising), regia di R.G. Springsteen (1965)
- Agguato nel sole (Hostile Guns), regia di R.G. Springsteen (1967)
- I disertori di Fort Utah (Fort Utah), regia di Lesley Selander (1967)
- Buckskin - I conquistatori del West (Buckskin), regia di Michael D. Moore (1968)
- Il cocktail del diavolo (If He Hollers, Let Him Go!), regia di Charles Martin (1968)
- All'inferno quel bastardo di Johnny Scorpio (Fireball Jungle), regia di Joseph P. Mawra (1969)
- 4 per Cordoba (Cannon for Cordoba), regia di Paul Wendkos (1970)
- Blood Legacy, regia di Carl Monson (1971)
- Fugitive Lovers, regia di John Carr (1975)
- Noon Sunday, regia di Terry Bourke (1975)
- Fumo nel vento (Smoke in the Wind), regia di Andy Brennan e Joseph Kane (1975)
- Allá donde muere el viento, regia di Fernando Siro (1976)
- Il texano dagli occhi di ghiaccio (The Outlaw Josey Wales), regia di Clint Eastwood (1976)
- Mission to Glory: A True Story, regia di Ken Kennedy (1977)
- Uncle Scam, regia di Michael Levanios Jr. e Tom Pileggi (1981)
- Seis pasajes al infierno, regia di Fernando Siro (1981)
- Honkytonk Man, regia di Clint Eastwood (1982)
- Il cavaliere pallido (Pale Rider), regia di Clint Eastwood (1985)
- Senza un colpo in canna (Under the Gun), regia di James Sbardellati (1988)

### Televisione
- Studio 57 – serie TV, 1 episodio (1955)
- Soldiers of Fortune – serie TV, 52 episodi (1955-1957)
- The Gale Storm Show: Oh, Susanna! – serie TV, 1 episodio (1957)
- Cheyenne – serie TV, 2 episodi (1958)
- Sugarfoot – serie TV, episodio 2x01 (1958)
- Northwest Passage – serie TV, 1 episodio (1959)
- Maverick – serie TV, 3 episodi (1958-1960)
- Lawman – serie TV, 156 episodi (1958-1962)
- Daniel Boone – serie TV, 1 episodio (1965)
- Operazione ladro (It Takes a Thief) – serie TV, 5 episodi (1969)
- Due onesti fuorilegge (Alias Smith and Jones) – serie TV, 4 episodi (1971-1972)
- Squadra emergenza (Emergency!) – serie TV, 1 episodio (1973)
- Gunsmoke – serie TV, 1 episodio (1974)
- Uno sceriffo a New York (McCloud) – serie TV, 1 episodio (1974)
- Sulle strade della California (Police Story) – serie TV, 1 episodio (1974)
- Jason of Star Command – serie TV, 12 episodi (1979-1981)
- Simon & Simon – serie TV, 1 episodio (1982)
- Professione pericolo (The Fall Guy) – serie TV, 1 episodio (1984)

## Doppiatori italiani
Nelle versioni in italiano delle opere in cui ha recitato, John Russell è stato doppiato da:
- Emilio Cigoli in Furia dei tropici, La bella preda, Chicago, bolgia infernale, La sceriffa dell'Oklahoma, Il sole splende alto, La grande carovana
- Gianni Musy in Il texano dagli occhi di ghiaccio, Il cavaliere pallido
- Stefano Sibaldi in L'impero dei gangster
- Giuseppe Rinaldi in Il cavaliere del deserto
- Augusto Marcacci in Il ribelle di Giava
- Renato Turi in Alamo
- Giulio Panicali in Il forte del massacro
- Riccardo Mantoni in Un dollaro d'onore
- Mario Pisu in La guida indiana
- Glauco Onorato in Cielo giallo (ridoppiaggio)
- Diego Reggente in Ambra (ridoppiaggio)